# اوسا یاکوبسن
اوسا یاکوبسن (انگلیسی: Åsa Jakobsson؛ زادهٔ ۲ ژوئن ۱۹۶۶) بازیکن فوتبال اهل سوئد است.
وی همچنین در تیم ملی فوتبال زنان سوئد بازی کرده‌است.